# USS John Rodgers (DD-574)
USS John Rodgers (DD-574) là một tàu khu trục lớp Fletcher được Hải quân Hoa Kỳ chế tạo trong Chiến tranh Thế giới thứ hai. Nó là chiếc tàu chiến thứ hai của Hải quân Mỹ được đặt cái tên USS John Rodgers nhằm vinh danh ba thành viên của gia đình Rodgers vốn đã phục vụ suốt từ cuộc Chiến tranh 1812 đến Chiến tranh Thế giới thứ nhất. Nó hoạt động cho đến hết Thế Chiến II, được cho xuất biên chế năm 1946, rồi được chuyển cho Mexico năm 1970 và hoạt động như là chiếc ARM Cuitláhuac (E02) cho đến năm 2001, trở thành chiếc tàu lớp Fletcher cuối cùng còn hoạt động. Nó cuối cùng bị tháo dỡ vào năm 2011. John Rodgers được tặng thưởng mười hai Ngôi sao Chiến trận do thành tích phục vụ trong Thế Chiến II.

## Thiết kế và chế tạo
John Rodgers được đặt lườn tại xưởng tàu của hãng Consolidated Steel Corporation ở Orange, Texas vào ngày 25 tháng 7 năm 1941. Nó được hạ thủy vào ngày 7 tháng 5 năm 1942; được đỡ đầu bởi cô Helen Perry Rodgers, hậu duệ của gia đình Rodgers; và nhập biên chế vào ngày 9 tháng 2 năm 1943 dưới quyền chỉ huy của Hạm trưởng, Trung tá Hải quân H. O. Parish.

## Lịch sử hoạt động

### Thế Chiến II

#### 1943
Sau khi chạy thử máy huấn luyện tại vùng biển Caribe, John Rodgers rời Norfolk, Virginia vào ngày 13 tháng 5 hộ tống một đoàn tàu vận tải băng qua kênh đào Panama để đến Trân Châu Cảng. Sau một giai đoạn huấn luyện ngắn tại đây, nó gia nhập thành phần hộ tống cho lực lượng đặc nhiệm tàu sân bay nhanh vào tháng 8, và tham gia các cuộc không kích xuống Marcus, Wake và Tarawa, gây nhiều thiệt hại cho cơ sở phòng ngư đối phương đồng thời thu thập tin tức tình báo quý giá cho các hoạt động tiếp theo.
Sau đó, cùng một lực lượng tàu tuần dương và tàu khu trục, John Rodgers lên đường đi đến vịnh Nữ hoàng Augusta để hỗ trợ cho cuộc đổ bộ lên Bougainville vào ngày 1 tháng 11. Đang khi hộ tống cho các tàu vận tải tại đây ba tuần sau đó, nó trợ giúp cho tàu tuần dương hạng nhẹ Santa Fe bắn rơi một máy bay ném bom-ngư lôi của Hải quân Nhật.
John Rodgers sau đó tham gia thành phần bảo vệ cho Lực lượng tấn công phía Nam cho chiến dịch chiếm đóng quần đảo Gilbert. Nó đã bảo vệ cho các tàu vận tải trong cuộc đổ bộ lên đảo Betio vào ngày 20 tháng 11, và ở lại khu vực này hỗ trợ cho lực lượng Thủy quân Lục chiến trên bờ cho đến khi đảo Tarawa được bình định.

#### 1944
Vào cuối tháng 12 năm 1943, các tàu khu trục quay trở về Trân Châu Cảng chuẩn bị cho những chiến dịch đổ bộ tiếp theo; John Rodgers rời Trân Châu Cảng vào ngày 22 tháng 1 năm 1944 để hướng sang quần đảo Marshall. Rút kinh nghiệm từ những trận chiến trước đó, cuộc đổ bộ lên Kwajalein được tổ chức phối hợp chặt chẽ, bắt đầu vào ngày 31 tháng 1. Ngoài nhiệm vụ bảo vệ phòng không và chống tàu ngầm, nó còn hỗ trợ hỏa lực cho lực lượng đổ bộ, phá hủy các công sự phòng thủ và cứ điểm đối phương. Khi sự kháng cự cuối cùng bị dập tắt vào ngày 7 tháng 2, nó tiếp tục tuần tra ngoài khơi khu vực quần đảo Marshall cho đến cuối tháng 3.
Trong tháng 4, John Rodgers hoạt động trong vai trò hộ tống cho các đoàn tàu vận chuyển binh lính và vũ khí, khi phía Đồng Minh bất ngờ đổ bộ xuống Hollandia. Hải pháo của nó cũng trợ giúp lực lượng trên bờ chiếm các sân bay, những căn cứ quan trọng tiếp cận gần hơn cho các chiến dịch tiếp theo nhắm vào các đảo còn do Nhật Bản chiếm đóng.
Đến tháng 5, John Rodgers hoạt động ngoài khơi Guadalcanal hộ tống cho các đoàn tàu vận tải và bắn phá các vị trí đối phương. Sang đầu tháng 6, nó đi đến quần đảo Marshall để chuẩn bị cho Chiến dịch quần đảo Mariana, rời Eniwetok vào ngày 17 tháng 7 cùng lực lượng tham gia cuộc đổ bộ lên Guam. Bắt đầu từ ngày 21 tháng 7, nó bắn hơn 3.600 quả đạn pháo xuống các mục tiêu tại Guam, giúp phá hủy các công sự phòng thủ và cứ điểm đối phương. Chiếc tàu khu trục tiếp tục ở lại tại khu vực quần đảo Mariana cho đến ngày 4 tháng 8, hộ tống chống tàu ngầm cho các tàu vận tải chở lực lượng tăng viện.
Vào tháng 8, John Rodgers chuẩn bị cho cuộc đổ bộ lên Morotai, và đã khởi hành từ vịnh Humboldt vào ngày 14 tháng 9 để hỗ trợ cho chiến dịch này. Sau khi giúp cho phe Đồng Minh xây dựng được căn cứ không quân duy nhất trong tầm hoạt động của máy bay ném bom và máy bay tiêm kích tầm ngắn đến được Leyte, con tàu quay trở lại nhiệm vụ tuần tra tại khu vực. Nó quay trở về Hollandia vào ngày 2 tháng 10 để chuẩn bị cho Chiến dịch Philippines được mong đợi đã lâu, rồi lên đường đi Leyte vào ngày 13 tháng 10, đến nơi bảy ngày sau đó. Dưới quyền chỉ huy của Hạm trưởng mới, Trung tá Hải quân J. G. Franklin, nó hộ tống cho các con tàu đưa tướng Douglas MacArthur và binh lính của ông quay trở lại Philippines. Khi lực lượng đổ bộ lên bờ và chiếm đóng hai sân bay quan trọng, chiếc tàu khu trục đã bắn pháo hỗ trợ và tuần tra trong khu vực.
Tìm mọi phương cách để đẩy lui cuộc đổ bộ, Hải quân Nhật Bản tiến hành chiến dịch phản công bằng toàn bộ số tàu chiến chủ lực còn lại của Hạm đội Liên hợp. Hải quân Mỹ đã đánh bại cuộc phản công này trong trận Hải chiến vịnh Leyte mang tính quyết định, và sau đó John Rodgers rời vùng biển Philippines vào ngày 30 tháng 10, quay trở về Xưởng hải quân Mare Island, California cho một đợt đại tu rất cần thiết.

#### 1945
Quay trở lại hoạt động vào tháng 1 năm 1945, John Rodgers tham gia Lực lượng Đặc nhiệm 58 trực thuộc Đệ Ngũ hạm đội dưới quyền Đô đốc Raymond Spruance vào ngày 7 tháng 2, và lên đường đi về phía Tây cho những chiến dịch sau cùng nhằm đánh bại hoàn toàn Đế quốc Nhật Bản. Các cuộc không kích lên chính quốc Nhật Bản được bắt đầu từ ngày 16 tháng 2, và trong hai ngày không chiến ác liệt, lực lượng đã bắn rơi hoặc phá hủy gần 800 máy bay đối phương.
John Rodgers chuyển sang hướng quần đảo Bonin để hộ tống lực lượng đặc nhiệm tàu sân bay nhanh bảo vệ cho cuộc đổ bộ lên Iwo Jima vào ngày 19 tháng 2. Cho dù phải chịu đựng các đợt không kích và bắn phá bằng hải pháo hạng nặng, hệ thống phòng thủ trên đảo vẫn sống sót và gây thiệt hại nặng về người và phương tiện cho lực lượng tấn công; một cái giá đắt cho một trạm dừng chân cho các cuộc không kích bằng máy bay ném bom B-29 Superfortress xuống Tokyo.
Sau trận Iwo Jima, John Rodgers trở lại nhiệm vụ thường lệ cùng các tàu sân bay nhanh, không kích xuống chính quốc Nhật Bản nhằm chuẩn bị cho cuộc đổ bộ tiếp theo lên Okinawa. Nó bảo vệ cho các hoạt động trong đợt đổ bộ đầu tiên vào ngày 1 tháng 4, hộ tống các tàu sân bay và bắn rơi hai máy bay tấn công cảm tử Kamikaze khi chúng lao đến các tàu sân bay. Nó ở lại khu vực này cho đến khi Okinawa cuối cùng được bình định vào ngày 21 tháng 6.
Trong giai đoạn cuối cùng của chiến tranh, John Rodgers tham gia hộ tống cho Đệ Tam hạm đội trong các cuộc không kích liên tục xuống chính quốc Nhật Bản. Đảm nhiệm vai trò soái hạm của Hải đội Khu trục 25 từ tháng 9 năm 1943, nó dẫn đầu đơn vị này trong đợt càn quét tàu bè tại khu vực Suruga Wan vào cuối tháng 7, xâm nhập sâu chỉ cách đất liền 1,5 nmi (2,8 km). Sau khi Nhật Bản chấp nhận đầu hàng vào ngày 15 tháng 8, chiếc tàu khu trục hộ tống cho các tàu vận chuyển đưa lực lượng chiếm đóng tiến vào vịnh Tokyo vào ngày 6 tháng 9.
John Rodgers chỉ ở lại một thời gian ngắn, khi nó lên đường quay trở về Hoa Kỳ, về đến Xưởng hải quân Boston tại Boston, Massachusetts vào ngày 17 tháng 10. Con tàu chuyển đến Xưởng hải quân Charleston tại Charleston, South Carolina vào ngày 3 tháng 11, và được cho xuất biên chế tại đây vào ngày 25 tháng 5 năm 1946, được đưa về Hạm đội Dự bị Đại Tây Dương, rồi được chuyển đến Philadelphia, Pennsylvania vào năm 1954 rồi đến Orange, Texas vào năm 1968.

### ARMCuitláhuac(E 01)
Chiếc tàu khu trục được bán nguyên trạng cho Mexico vào ngày 19 tháng 8 năm 1970, và phục vụ cùng Hải quân Mexico như là chiếc ARM Cuitláhuac (E 01), tên được đặt theo Cuitláhuac (?-1520), vị hoàng đế áp cuối của đế chế Aztec. Nó ngừng hoạt động vào ngày 16 tháng 7 năm 2001, đánh dấu sự kết thúc sáu thập niên phục vụ của lớp Fletcher.
Lườn tàu được sở hữu vào cuối năm 2006 bởi Beauchamp Tower Corp., một tổ chức phi lợi nhuận đặt trụ sở tại Florida với mục tiêu đưa con tàu trở về Hoa Kỳ như một tàu bảo tàng tại Mobile, Alabama. Dự án thất bại, và con tàu bị bỏ không tại Lázaro Cárdenas, Mexico, với khoảng nợ 2 triệu Đô la. Chính phủ Mexico công bố nó là một tài sản vô chủ vào năm 2008, và ra lệnh tháo dỡ tại cảng Lázaro Cárdenas vào ngày 2 tháng 8 năm 2010. Việc tháo dỡ hoàn tất vào tháng 4 năm 2011.

## Phần thưởng
John Rodgers được tặng thưởng mười hai Ngôi sao Chiến trận do thành tích phục vụ trong Thế Chiến II.